# Landgericht Arnstein
Das Landgericht Arnstein war ein von 1804 bis 1879 bestehendes bayerisches Landgericht älterer Ordnung mit Sitz in Arnstein im heutigen Landkreis Main-Spessart. Die Landgerichte waren im Königreich Bayern Gerichts- und Verwaltungsbehörden, die 1862 in administrativer Hinsicht von den Bezirksämtern und 1879 in juristischer Hinsicht von den Amtsgerichten abgelöst wurden.

## Geschichte
1804 wurde im Verlauf der Verwaltungsneugliederung Bayerns das Landgericht Arnstein errichtet. 1806 bis 1814 war es dann ein Landgericht im Großherzogtum Würzburg. Dieses kam im Jahr 1817 zum neu gegründeten Untermainkreis, dem Vorläufer des späteren Regierungsbezirks Unterfranken.
Mit Inkrafttreten des Gerichtsverfassungsgesetzes am 1. Oktober 1879 wurde das Amtsgericht Arnstein gebildet, dessen Sprengel identisch mit dem vorherigen Landgerichtsbezirk Arnstein war und aus den Gemeinden Altbessingen, Arnstein, Binsbach, Binsfeld, Bonnland, Büchold, Burghausen, Erbshausen, Gänheim, Gauaschach, Gramschatz, Halsheim, Hausen, Heugrumbach, Hundsbach, Kaisten, Müdesheim, Mühlhausen, Neubessingen, Obersfeld, Opferbaum, Reuchelheim, Rieden, Rütschenhausen, Schwebenried, Schwemmelsbach und Wülfershausen bestand.